# Nasser Maher
Nasser Maher (tiếng Ả Rập Ai Cập: ناصر ماهر; sinh ngày 8 tháng 2 năm 1997) là một cầu thủ bóng đá người Ai Cập thi đấu ở vị trí tiền vệ chạy cánh cho Smouha SC, cho mượn từ câu lạc bộ Ai Cập Al Ahly SC.